# Married Single Other
Married Single Other ist ein britisches Comedy-Drama, das seine Erstausstrahlung am 22. Februar 2010 auf ITV hatte. Die Serie bezieht ihren Namen aus den Lebensumständen der sechs Hauptfiguren, die entweder verheiratet (married), Single oder sich in einer anderen (other) Beziehungsform befinden. Produziert wird die Sendung in Leeds von der Firma Bank Pictures Production. Die einzige Staffel hat 6 Folgen. 

## Inhalt
Married Single Other erzählt die Geschichte von drei Pärchen im alltäglichen Beziehungsstress und dem Kampf um die Liebe. Jedes Pärchen befindet sich in einem anderen Beziehungsabschnitt. Das verheiratete Pärchen hat mit finanziellen Problemen zu kämpfen, an denen die Beziehung zu zerbrechen droht. Der männliche Part des Pärchens in der Dauerbeziehung versucht seit Jahren seine große Liebe zu einer Hochzeit zu überreden, doch obwohl sich beide lieben und ein Leben wie ein Ehepaar führen, hat der weibliche Part Angst davor, den letzten Schritt zu gehen. Und schließlich der Single, der sich vom Schürzenjäger und Sexsüchtigen versucht in etwas anderes zu wandeln, als er sich das erste Mal in seinem Leben bis über beide Ohren in eine fremde Frau verliebt und keine Gelegenheit auslässt, sie davon zu überzeugen, dass er der Richtige ist.

## Quoten und Rezeption
Married Single Other verzeichnete bei Erstausstrahlung der ersten Folge eine Zuschaueranzahl von 6,2 Millionen. Die zweite Folge sahen 4 Millionen Menschen.
Der Kritiker des Guardian sah in der Serie „viele Gemeinsamkeiten mit Cold Feet, Sex and the City und ähnlichen Formaten“.